# 後藤浩輝
後藤 浩輝（ごとう ひろき、1974年3月19日 - 2015年2月27日）は、日本中央競馬会（JRA）美浦トレーニングセンターに所属していた騎手である。
テレビでの芸能活動のためオスカープロモーションにも所属していた。妻はタレントの湯原麻利絵。

## 経歴

### デビュー前
少年時代に空手や体操を習っていて、のちにそれらによって反射神経や瞬時の判断力が身につき、騎手になって役に立っていると著書で述べている。相模原市立清新中学校卒業。
母はいわゆる「手に職をつけるべき」という考えをもっており、後藤自身もサラリーマンにはなる気はなかったと述べている。進路を考え始めたときの後藤の考えは自分が好きであった料理を生かしてのフランス料理のコックになることであったが、それを伝えると母はたまたま過去に競馬学校のドキュメンタリー番組を見ていたことから競馬の道に進むことを薦められる。しかし競馬の知識や興味もなかったがとりあえず、高校や専門学校の試験の前に不合格でもいいから受験することとなり見事合格することになる。競馬学校に入るまで乗馬経験もなかった後藤は落馬回数がトップになるほど一番下手であったと述べている。そうしたなかスティーブ・コーゼンのビデオを見たことで「惚れた」と称するほど感銘を受け、意識や取り組みが変わったという。
1992年2月、競馬学校を卒業。

### デビューからクラシックレース制覇まで
1992年に美浦の伊藤正徳厩舎所属として騎手デビュー。同期に小林淳一や横山義行、上村洋行などがいる。初騎乗は1992年3月1日、中山競馬第1競走のエンシュードラゴンで16頭立ての6着だった。初勝利は同期で最も遅い同年4月4日の中山競馬第4競走で、タイガーリリーに騎乗してのものだった。しかし、1年目から所属する調教師の伊藤と折り合いがつかなくなってしまう。後藤は著書で「岡部幸雄や柴田政人と同じレベルのことを求めている」と語っており、歩き方で注意をされたり、他厩舎の調教にも決して行けず、伊藤自身も後藤に対して「勝てる馬は乗せない」と語っていたという。後藤は減量期間がなくなる3年は我慢して、その後フリーになることを決意するようになる。伊藤はその宣言通り後藤には自厩舎の有力馬には乗せなくなったという。
1994年の福島記念で騎乗したシルクグレイッシュで重賞初勝利。同馬は先輩である小野次郎が騎乗する予定だったが、小野が同日の第4競走で落馬負傷したため急遽乗り替わった。これは50キログラムの負担重量で騎乗できる有力騎手が空いていなかったためである。大和田稔調教師は、後藤と同じ美浦トレーニングセンターの所属であるが、それまで後藤の顔すらも知らなかったという。
1995年に師匠の伊藤との考えの相違からフリーの騎手となる。4年目にして初の21勝を挙げる。翌1996年にはアメリカ合衆国フロリダ州マイアミ市カルダー競馬場などを拠点に半年間の武者修行に出て、158戦7勝の成績を残す。アメリカから帰国した1997年はアメリカに行く前年の21勝から46勝と倍増。以降は成績を伸ばし、1998年には年間63勝を挙げ、初の関東リーディング・ベスト10に入る（6位）。
1999年8月19日、美浦トレーニングセンター内にある騎手寮「若駒寮」で、後輩騎手である吉田豊に対して木刀を使うなどして一方的に暴行を働き負傷させ、翌日のスポーツ新聞各紙のトップ記事となる不祥事を起こした。JRAによる事情聴取の結果、日本中央競馬会競馬施行規程第126条第20号に基づき後藤は騎乗停止となり、その期間は後日に開かれた裁定委員会で8月20日から12月19日までの4か月と決定、これまでに暴力事件を起こした騎手のうちでは最長の騎乗停止期間となった。12月25日に復帰するも、翌26日に進路妨害で3週間の騎乗停止処分を受ける。
翌2000年には、年末の最後まで岡部幸雄や横山典弘と関東リーディングジョッキー争いを演じ、自身初となる年間100勝（最終的には101勝）をマーク。関東リーディングは2位、また初めてのワールドスーパージョッキーズシリーズへの参戦を果たす。ダイヤモンドステークスでユーセイトップランに騎乗して東京競馬場の長距離戦ではタブーとされている3コーナーまくりを行い、そのまま先頭でゴールしたのはこの年である。マイルチャンピオンシップ南部杯でゴールドティアラに騎乗して勝利し、統一GIながらも自身初のGI制覇も達成した。
2002年6月2日、安田記念をアドマイヤコジーンに騎乗して制し、中央競馬のGI初勝利。このあとイギリスへ再び3か月の海外遠征にも出る。2004年12月12日には朝日杯フューチュリティステークスでマイネルレコルトに騎乗し、2つ目のJRAのGI勝利を挙げる。2006年11月25日、ジャパンカップダートでアロンダイトに騎乗し3つ目のJRAGI勝利を挙げる。
2007年9月24日から9月28日までアメリカへ競馬視察のため海外出張を行った。11月4日に前年に続き自身4度目となるJRA年間100勝を達成した。さらに10月28日までに関東所属騎手の中で2位となる97勝を中央で挙げたことから第21回ワールドスーパージョッキーズシリーズへ出場することになり、最終レースで優勝の可能性を残していたが、結果は5着に終わり、優勝騎手と4ポイント差の2位に終わった。ワールドスーパージョッキーズシリーズに先立つ11月10日、東京競馬場でJRA通算1000勝を達成。2007年は、中央競馬の関東でのリーディングジョッキーになった。
2010年6月6日、安田記念をショウワモダンに騎乗して制し、4つ目のJRAのGI勝利を挙げる。
2011年5月22日、エリンコートで優駿牝馬を制し、初のクラシック勝利を挙げた。

### 首の怪我との闘い
2012年5月6日、シゲルスダチに騎乗したNHKマイルカップで、最後の直線コースで岩田康誠騎乗のマウントシャスタが内側へ急激に斜行した影響を受け落馬。当初、怪我の程度は頚椎捻挫とされていたが、翌7日に東京都内の病院で「頸椎骨折の疑い、頸髄不全損傷」と診断された。事故から4か月後の9月8日に復帰を果たしたが、同日の中山競馬第3競走で馬場入場時に落馬し、当日は騎乗を続けたものの17日に首の不調を訴え、検査を受けたところ第一、第二頸椎骨折、頭蓋骨亀裂骨折と診断され入院する。その後しばらく復帰の目処が立たず、『ウイニング競馬』（テレビ東京）や『みんなのKEIBA』（フジテレビ）のゲスト解説者など、競馬マスコミでの活動がメインになっていた。
2013年10月5日に東京競馬場で約1年ぶりに復帰を果たすと、10月14日に復帰後初の重賞挑戦となった盛岡のマイルチャンピオンシップ南部杯でエスポワールシチーに騎乗、スタートを決めるとそのまま逃げ切り、復帰後重賞初制覇を果たした。
しかし2014年4月27日の東京競馬第10競走府中市制60周年記念で、ジャングルハヤテに騎乗していたが最後の直線でまたも岩田が騎乗していたリラコサージュが外側に斜行した影響で落馬、再び頸椎骨折の怪我を負い休養を余儀なくされる。一時は引退を考えたが、競馬メディアでの仕事と並行しリハビリを続け11月22日に復帰。2014年11月24日の東京5レースで復帰後初勝利を挙げた際にはスタンドの観客から拍手が沸き起こった。

### 急死
2015年2月27日8時頃、茨城県稲敷郡阿見町所在の自宅の脱衣所で死亡しているのが、妻の麻利絵によって発見された。40歳没。牛久署の調べでは、事件性はなく縊死であった。
既に当該週の2月28日および3月1日開催分の出馬投票が行われており、両日の後藤の騎乗予定馬はすべて「事故のため」との理由で騎手変更となった。
3月3日、葬儀が執り行われ、近親者と競馬関係者が参列した。
4月5日、中山競馬場に献花台が設けられ、最終レース終了後にパドックで「メモリアルセレモニー」を開催。師匠である伊藤正徳調教師、同期の小林淳一元騎手、後輩で家族ぐるみでの交流があったという三浦皇成らが生前の思い出を語り、後藤の両親および妻の麻利絵が弔辞を述べた。最後には、2010年ショウワモダンで安田記念を勝利した際の写真パネルを、当日中山で騎乗したジョッキーにより引退式同様に胴上げし、ファンによる「後藤コール」によって締めくくられた。
この突然の死は競馬ファンのみならず、地方競馬を含めた日本の競馬サークルにも大きな衝撃を与え、死去当日からJRA所属騎手の武豊や蛯名正義、福永祐一らのコメントの他にも、NAR所属騎手である達城龍次や安藤洋一らが自身のTwitterで哀悼の意を表明するなど、各方面から追悼コメントが各新聞や各ウェブサイトに掲載されるなどした。

## 人物・エピソード
- 騎乗時の帽子の紐は白を使用。
- 騎手の場合、親族が競馬関係者の場合が多いが、後藤の場合競馬界に全くコネクションはなかった。アメリカに修行に行った時も同様で、「僕の場合競馬学校に入った時から、ステッキ一本で道を切り開くしかないと思っていた」と述べている。
- 勝利インタビューでパフォーマンスをすることがあった。以下はその一例。
  - 2002年のダイヤモンドステークスを制した際には、テレビの通信販売番組でおなじみだった腹筋強化器具（通称・アブトロニック）をインタビュー中に使用。しかし「宣伝ではないか?」とJRA上層部から注意を受けたとのちに語っている。
  - 2003年のクイーンカップをチューニーで制した際には肩にひよこのフィギュアを乗せ、語尾に「ベイベッ」と言いインタビューに答えた。
  - アドマイヤコジーンで東京新聞杯や阪急杯を制した際には「神風」などのハチマキを巻いてインタビューに答えた。
  - アクティブバイオに騎乗しマンハッタンカフェを破った日経賞では額にマジックで「そよ風」と書いてインタビューに答えている。
- 渡辺美奈代の大ファンで、中学時代は親衛隊に入っていた[57]。競馬学校に入る前にはしばらく会えないからと鞭をプレゼントした。渡辺は現在もその鞭を持っている。
- レース終了後のイベントに力を入れていた。後藤がイベントに参加する際には「日本騎手クラブ ファンサービス委員会 委員長」と紹介され、騎手代表として最初ないし最後に挨拶することが多かった。ただし、「ファンサービス委員会委員長」は後藤の自称であり、実際にそのような委員会は日本騎手クラブに存在しない[58]。後藤プロデュースによるイベントもたびたび行われていて、主なものは以下のとおり。
  - 2005年10月9日：ジョッキーの野望 秋の陣
当日行われた毎日王冠終了後、当日東京競馬場で騎乗した騎手を4組に分けたゲーム大会を行った。このイベントには、当日競馬場全体的なゲストであったボブ・サップも参加した。4組は、ハゲ・おさげなどのカツラで分けていた。後藤とともにVTR収録で西田雄一郎騎手が活躍した。
  - 2006年5月または6月頃に実施（2回東京、3回東京）：後藤浩輝プロデューストークショー
毎週2、3名の騎手を呼んでトークを行った。彼らに絵を描かせる企画もあった。
  - 2009年12月27日、2010年12月26日：『Dream Climax グランドフィナーレ ジョッキートーク感謝祭 2009』、『ジョッキー忘年会』

毎年有馬記念当日にフィナーレを飾るイベントが行われるが、2009年・2010年は後藤プロデュースによるものだった。中山競馬場のパドックの中央にこたつを置き、参加者全員どてらを着て日本酒やビール（サッポロビール黒ラベル有馬記念缶）を飲みながら騎手がトークするものだった。
2009年の参加者は池添謙一、武豊、内田博幸、三浦皇成、鈴木淑子、井崎脩五郎であり、特に三浦は約1週間前の12月19日に20歳の誕生日を迎えたばかりで、公の場で初めての飲酒となった。
2010年の参加者はミルコ・デムーロ、横山典弘、内田博幸、福永祐一、池添謙一、鈴木淑子、井崎脩五郎であった。武豊も参加予定であったが、当日騎乗予定だった有馬記念のローズキングダムが疝痛で出走を取り消し、当日は5Rで騎乗が終了してしまった為、後藤への置き手紙を残して不参加となった。
- 2007年9月12日に千葉マリンスタジアムで行われた千葉ロッテマリーンズ対北海道日本ハムファイターズの試合開始前に始球式を行った。背番号510番のロッテのホームユニフォームと下半身に白鳥を装着し投球を行った（イメージとしては志村けんの東村山音頭の格好）。
- 生前に仲の良かった騎手は福永祐一、吉田隼人。特に隼人とは競馬ファン向けのイベントに一緒に出演したことがあるぐらいの仲である[59]。
- 2008年12月、2010年1月に関西馬の強さ、栗東での調教方法を学ぶため栗東トレーニングセンターに滞在し、調教に乗るなどした[60][61][62]。
- 2009年フジテレビ系の『みんなのケイバ』でも同年の抱負として「若い芽を潰す」というスローガンを残している。これは三浦皇成や松岡正海らの台頭に危機感を抱いての発言であるとされている[63]。
- 2010年10月7日から2011年10月28日までtwitterをやっていた。競馬開催日（主に土曜･日曜）以外でもファンから寄せられる質問に返信したりと頻繁に更新していた。
- 2014年の有馬記念の前日、徹夜で並ぶファンのためにカイロ（直筆サイン入り）の差し入れを行った。
- 2016年2月27日、藤田伸二は、自身の誕生日と同日である後藤の一周忌の際に、自身のブログで「自殺はアカン」「でも後藤は戻らない…。毎年、俺の誕生日が命日な訳で…。」「せめて今日ぐらいは後藤を思い出してやって欲しい…。俺のクソみたいな誕生日なんてどうでもええわ。」と綴った[64]。

## 不祥事・事故
- 1999年5月4日、新潟県営競馬の豊栄記念の競走終了後（騎乗馬カツノリズム、11頭中3番人気4着）、検量室内に侵入した観客の中年男性にいきなり「俺の言う通りに乗らないからだ!」と怒鳴りつけられ、殴り掛かられた。観客は取り押さえられ競馬場より退場させられ、一切の入場禁止となった。
- 1999年8月19日、騎手の吉田豊に対して暴行を働き、騎乗予定のキャンセルに至る怪我を負わせる、俗に言う「木刀事件」を起こす。これにより4か月の騎乗停止処分を受け、謹慎となる（詳細は#経歴を参照）。
- 2000年5月7日、福島競馬場で、調教師の高市圭二から殴打された。その前日の5月6日の福島メインレース日光特別のレース後、後藤は自らの騎乗馬イシノイーグル（12頭中1番人気2着、優勝馬とは3と1/2馬身差）が落馬したカラ馬アサヒウイニングに不利を受けたとマスコミにコメント。アサヒウイニングを管理していた高市は、自分が責められているものと思い激昂した。なお、高市には過怠金10万円の制裁が科された[65]。
- 2006年5月14日、東京競馬場のヴィクトリアマイル終了後の検量室前で、激昂した調教師の谷原義明から、手にしていたレーシングプログラムで背中を叩かれた。この競走では谷原が管理するオーゴンサンデーに騎乗したが（18頭中15番人気13着、優勝馬とは1.0秒差）、「後方から追い込みの競馬をするように」という師の指示を破り、レース途中から仕掛ける騎乗をしたためと言われている。なお、谷原には過怠金10万円の制裁が科された[66]。
- 2008年3月1日、アーリントンカップにおいて、休み明けのお手馬アポロドルチェ（12頭中3番人気、堀井雅広厩舎所属）に騎乗し優勝馬から0.8秒差の9着に敗れた。レース後に「まだ走れる状態ではありません」とコメント。微妙なニュアンスながら陣営批判と判断され、以降、同馬には引退まで一度も騎乗しなかった。

## 騎乗成績
| 成績内容      | 日付           | 競馬場・開催  | 競走名                         | 馬名               | 頭数 | 人気 | 着順 |
| ------------- | -------------- | ------------- | ------------------------------ | ------------------ | ---- | ---- | ---- |
| 初騎乗        | 1992年3月1日   | 2回中山2日1R  | 4歳未勝利                      | エンシュードラゴン | 16頭 | 3    | 6着  |
| 初勝利        | 1992年4月4日   | 3回中山3日4R  | 4歳未勝利                      | タイガーリリー     | 13頭 | 11   | 1着  |
| 重賞初騎乗    | 1993年2月21日  | 1回小倉8日11R | 小倉大賞典                     | オシバナ           | 16頭 | 11   | 15着 |
| 重賞初勝利    | 1994年11月20日 | 3回福島8日11R | 福島記念                       | シルクグレイッシュ | 14頭 | 10   | 1着  |
| GI初騎乗      | 1997年5月11日  | 2回東京8日11R | NHKマイルカップ                | タイキギャラクシー | 18頭 | 10   | 16着 |
| GI/JpnI初勝利 | 2000年10月9日  | 7回盛岡6日10R | マイルチャンピオンシップ南部杯 | ゴールドティアラ   | 14頭 | 2    | 1着  |
| 中央GI初勝利  | 2002年6月2日   | 4回東京6日11R | 安田記念                       | アドマイヤコジーン | 18頭 | 7    | 1着  |

| 年度   | 1着  | 2着  | 3着  | 騎乗数 | 勝率 | 連対率 | 複勝率 |
| ------ | ---- | ---- | ---- | ------ | ---- | ------ | ------ |
| 1992年 | 12   | 11   | 14   | 181    | .066 | .127   | .204   |
| 1993年 | 19   | 30   | 20   | 274    | .069 | .179   | .252   |
| 1994年 | 14   | 15   | 16   | 219    | .064 | .132   | .205   |
| 1995年 | 21   | 32   | 29   | 332    | .063 | .160   | .247   |
| 1996年 | 6    | 13   | 11   | 155    | .039 | .123   | .194   |
| 1997年 | 46   | 54   | 32   | 475    | .097 | .211   | .278   |
| 1998年 | 63   | 52   | 74   | 649    | .097 | .177   | .291   |
| 1999年 | 61   | 59   | 51   | 478    | .128 | .251   | .358   |
| 2000年 | 101  | 86   | 69   | 727    | .139 | .257   | .352   |
| 2001年 | 94   | 83   | 70   | 749    | .126 | .236   | .330   |
| 2002年 | 81   | 73   | 74   | 644    | .126 | .239   | .354   |
| 2003年 | 82   | 86   | 62   | 670    | .122 | .251   | .343   |
| 2004年 | 101  | 98   | 74   | 812    | .124 | .245   | .336   |
| 2005年 | 87   | 103  | 68   | 730    | .119 | .260   | .353   |
| 2006年 | 107  | 83   | 85   | 832    | .129 | .228   | .331   |
| 2007年 | 116  | 102  | 74   | 858    | .135 | .254   | .340   |
| 2008年 | 107  | 88   | 84   | 819    | .131 | .238   | .341   |
| 2009年 | 74   | 87   | 82   | 839    | .088 | .192   | .290   |
| 2010年 | 95   | 80   | 81   | 804    | .118 | .218   | .318   |
| 2011年 | 62   | 70   | 60   | 679    | .091 | .194   | .283   |
| 2012年 | 30   | 30   | 34   | 321    | .093 | .187   | .293   |
| 2013年 | 23   | 13   | 20   | 199    | .116 | .181   | .281   |
| 2014年 | 34   | 44   | 36   | 388    | .088 | .201   | .294   |
| 2015年 | 11   | 13   | 13   | 115    | .096 | .208   | .322   |
| 中央   | 1447 | 1405 | 1233 | 12949  | .112 | .220   | .315   |
| 地方   | 68   | 64   | 60   | 491    | .138 | .269   |        |

## 主な騎乗馬

### GI・JpnI競走勝利
- ゴールドティアラ（2000年マイルチャンピオンシップ南部杯）[69]
- アドマイヤコジーン（2002年安田記念）[70]
- マイネルレコルト（2004年朝日杯フューチュリティステークス）[71]
- アロンダイト（2006年ジャパンカップダート）[72]
- ショウワモダン（2010年安田記念）[73]
- エリンコート（2011年優駿牝馬）[74]
- エスポワールシチー（2013年マイルチャンピオンシップ南部杯、JBCスプリント）[75][76]

### 重賞勝利
- シルクグレイッシュ（1994年福島記念）[77]
- リワードニンファ（1999年関屋記念）[78]
- ユーセイトップラン（2000年ダイヤモンドステークス）[79]
- ダイワテキサス（2000年中山記念）[80]
- アドマイヤボス（2000年セントライト記念）[81]
- カチドキリュウ（2001年クリスタルカップ）[82]
- ルゼル（2001年青葉賞）[83]
- シベリアンメドウ（2001年京王杯2歳ステークス）[84]
- アドマイヤコジーン（2002年東京新聞杯、阪急杯）[85]
- キングザファクト（2002年ダイヤモンドステークス）[86]
- アクティブバイオ（2002年日経賞）[87]
- ロサード（2002年オールカマー）[88]
- シルクブラボー（2002年デイリー杯2歳ステークス）[89]
- チューニー（2003年クイーンカップ）[90]
- ローエングリン（2003年中山記念、マイラーズカップ、2007年中山記念）[91]
- チャクラ（2003年ステイヤーズステークス）[92]
- プリサイスマシーン（2003年・2004年中日新聞杯）[93]
- マイネルモルゲン（2004年ダービー卿チャレンジトロフィー、京成杯オータムハンデキャップ）[94]
- メイショウオスカル（2004年フローラステークス、2005年福島牝馬ステークス）[95]
- マイネルレコルト（2004年新潟2歳ステークス）[96]
- アサクサデンエン（2005年京王杯スプリングカップ）[97]
- ダイワレイダース（2005年七夕賞）[98]
- ホオキパウェーブ（2005年オールカマー）[99]
- サンライズペガサス（2005年毎日王冠）[100]
- トップガンジョー（2006年エプソムカップ、新潟記念）[101]
- ステキシンスケクン（2006年京成杯オータムハンデキャップ）[102]
- デアリングハート（2006年府中牝馬ステークス）[103]
- トーホウレーサー（2007年ニュージーランドトロフィー）[104]
- サンバレンティン（2007年七夕賞）[105]
- マイネルシーガル（2007年富士ステークス）[106]
- アポロドルチェ（2007年京王杯2歳ステークス）[107]
- エアシェイディ（2008年アメリカジョッキークラブカップ）[108]
- キクノサリーレ（2008年武蔵野ステークス）[109]
- スズカコーズウェイ（2009年京王杯スプリングカップ）[110]
- オウケンサクラ（2010年フラワーカップ）[111]
- マコトスパルビエロ（2010年マーチステークス）[112]
- ショウワモダン（2010年ダービー卿チャレンジトロフィー）[113]
- パワーストラグル（2010年白山大賞典）
- アニメイトバイオ（2010年ローズステークス）[114]
- ローズキングダム（2011年京都大賞典）[115]
- サイレントメロディ（2012年マーチステークス）[116]
- アースサウンド（2012年オーバルスプリント）[117]
- ショウナンアチーヴ（2014年ニュージーランドトロフィー）[118]

## 受賞歴
- 2000年:厩舎関係者表彰・優秀騎手賞（勝利度数部門・賞金獲得部門）[33]
- 2007年:厩舎関係者表彰・優秀騎手賞（勝利度数部門・賞金獲得部門）[119]
- 2013年:東京競馬記者クラブ賞・特別賞[120]

## マスメディア出演

### テレビ
- ジャンクSPORTS（フジテレビ）
- うまなりクン（フジテレビ）
- うまなで（フジテレビ）
- みんなのウマ倶楽部（フジテレビ）
- さんまのSUPERからくりTV（TBS）
- クイズ$ミリオネア（フジテレビ） - 武豊が挑戦時にテレフォンで出演
- 踊る!さんま御殿!!（日本テレビ）
- ザ!世界仰天ニュース（日本テレビ）
- スポンジ〜世界で学んできたこと（テレビ東京）
- ウイニング競馬（テレビ東京） - 2012年の落馬負傷後、解説者として不定期に出演
- みんなのKEIBA（フジテレビ） - 2012年の落馬負傷後、解説者として不定期に出演
- トリビアの泉 〜素晴らしきムダ知識〜（フジテレビ）
- まさかのタメ年トークバラエティー!ビックラコイタ箱（中京テレビ） - 2015年2月17・24日「1973年度生・41歳」として門倉健、武井壮とともに出演[121]

### CM
- ロイヤルホスト[122]

## 出版物
- 意外に大変。（東邦出版）
- 後藤チョップ（廣済堂）
- 後藤浩輝の“戯言”（東邦出版）
- 後藤浩輝「情熱510％」（報知新聞社） - スポーツ報知でのコラムを夫人が死後まとめたもの。
- 後藤の語!（UMAJIN） - UMAJINでのコラムをまとめたもの[123]。

## ディスコグラフィ
1999年2月に「遥かな君に」で歌手デビュー。曲はテレビ東京『土曜競馬中継』のエンディングテーマに採用された。
同年8月には田中勝春、松永幹夫、蛯名正義、藤田伸二、四位洋文と「J6」なるユニットで「Destination」（作詞：大江千里、作曲：井上大輔）を歌った。全員結婚しており、売り上げはよくなかったと振り返っている。
シングル
- 遙かな君に 1999年2月20日（ポニーキャニオン）

1. 遥かな君に
2. 虹色の風で
3. 遥かな君に

- Destination（テイチク）

## コラム
- GO TO ジャーナル（週刊Gallop）
- 後藤の語!（UMAJIN）